# Relações entre Marrocos e Mauritânia
As relações entre Marrocos e Mauritânia são as relações entre a Mauritânia e o Marrocos, dois países do Magrebe, na África Ocidental. Os dois países fazem fronteira entre si desde 1975, altura em que a Espanha abandonou o Saara Ocidental, cuja maior parte está atualmente sob controle marroquino. A soberania deste território continua a ser contestada.

## História
As reivindicações marroquinas, especialmente dentro do Partido Istiqlal, do Grande Marrocos, que incluiria toda a Mauritânia, foram rapidamente proteladas. Porém a iminente questão da independência do Saara Ocidental tem sido o tema principal na relação entre esses dois países.
Antes do golpe de Estado de 1984 que trouxe Maaouya Ould Sid'Ahmed Taya ao poder, a agência de cooperação mauritano-marroquina declarou que as relações entre os dois países estavam se recuperando, apesar da suposta cumplicidade marroquina numa tentativa de golpe de Estado de 1981 e a subsequente guinada da Mauritânia em direção a Argélia.
Os representantes de ambos os lados iniciaram uma série de contatos de baixo nível que conduziriam à retomada das relações diplomáticas em abril de 1985. Para a Mauritânia, a détente com Marrocos prometia pôr fim à ameaça de incursões marroquinas e também remover a ameaça do apoio marroquino aos grupos de oposição formados durante a presidência de Haidalla. Através do acordo com a Mauritânia, o Marrocos procurou reforçar o seu controle sobre o Saara Ocidental, negando ao Polisario mais um caminho para infiltração de guerrilhas no território em disputa.
As relações entre Marrocos e Mauritânia continuaram a melhorar até 1986, refletindo a visão pragmática, embora não declarada, do presidente Taya de que apenas uma vitória marroquina sobre a Polisario terminaria a guerra de guerrilha no Saara Ocidental. Taya fez a sua primeira visita ao Marrocos em outubro de 1985 (antes de visitar a Argélia e a Tunísia) na sequência das reivindicações marroquinas de que os guerrilheiros da Polisario estavam novamente atravessando o território mauritano. A conclusão de uma sexta berma ao norte de uma linha ferroviária crucial para a Mauritânia ao longo da fronteira com o Saara Ocidental, entre Nouadhibou e as minas de minério de ferro, complicariam as relações entre a Mauritânia e o Marrocos. Os guerrilheiros da Polisario, em meados de 1987, tiveram que atravessar o território mauritano para entrar no Saaara Ocidental, uma situação que provocou acusações de cumplicidade mauritana pelo Marrocos. Além disso, todos os combates próximos à sexta berma ameaçariam transbordar para a Mauritânia e comprometer a ligação ferroviária. 